# Ралько, Владимир Антонович
Влади́мир Анто́нович Ралько́ (1922—2006) — участник Великой Отечественной войны, партизан, председатель колхоза «Оснежицкий». Дважды Герой Социалистического Труда (1958, 1976).

## Биография
Родился 30 июля 1922 года в селе Подаресье Стародорожского района Минской области. Белорус. Отец — Антон Акимович. Мать — Ефимия Ефимовна.

### Годы Великой Отечественной войны
В 1941 году стал курсантом Краснодарского авиационного училища. С 1942 года находился в действующей армии в качестве стрелка-радиста тяжёлого бомбардировщика ТБ-3. При выполнении боевого задания в начале лета 1942 года самолёт был сбит над Крымом. Экипаж попал в плен. Контуженый Ралько вместе с другими членами экипажа оказался в лагере в Ровенской области, откуда ему удалось бежать. Укрываясь в лесах и среди болот, преодолев немало опасностей, в июне 1942 года он вместе с товарищами оказался в Белоруссии, в партизанском отряде В. З. Коржа. Вначале был пулемётчиком, затем — командиром отделения, взвода. В сентябре 1942 года стал секретарём комсомольской организации отряда. До июля 1944 года сражался в партизанском отряде.

### Трудовая деятельность
После освобождения Белоруссии Ралько работал заведующим земельным отделом Пинского райисполкома. В 1950 году колхозники четырёх деревень объединились в колхоз «Оснежицкий». Владимира Антоновича избрали председателем и на этом посту он трудился на протяжении 42 лет. Под его руководством колхоз превратился в крупное многоотраслевое предприятие. На бедных полесских землях в 1960—1980-е годы колхоз получал устойчивые урожаи зерновых по 48—59 центнеров с гектара, а на отдельных участках — по 72 центнера.
Колхоз «Оснежицкий» удостоен ордена Ленина (1966 год), а его председатель был дважды удостоен звания Героя Социалистического Труда. Ралько избирался членом Брестского обкома и ЦК КПБ, депутатом Верховного Совета БССР (1959—1963), депутатом Верховного Совета СССР (1966—1970 и 1974—1984).
После выхода на пенсию (1992) жил в Пинске в доме № 176 по улице Первомайской.
Умер Владимир Антонович 29 ноября 2006 года. Похоронен на кладбище в деревне Вишевичи рядом с могилой жены.

### Семья
- Дочь — Ольга, инженер-химик.
- Сын — Владимир, механик.
- Внуки — Михаил, студент; Владимир, аспирант. Старший внук В. А. Ралько - Владимир Пугач — лидер белорусской рок-группы J:Морс.

## Награды
- Дважды Герой Социалистического Труда,
- Награждён тремя орденами Ленина, орденами Октябрьской Революции, Отечественной войны I степени, Трудового Красного Знамени, Красной Звезды, медалью «Партизану Отечественной войны» I степени и многими другими наградами.
- Награждён «Почётной грамотой Совета Министров Республики Беларусь».[3]

## Память
- Бюст Ралько В. А. установлен в центральной усадьбе хозяйства деревни Оснежицы.
- В мае 2008 года на доме в Пинске, где жил Ралько В. А., установлена мемориальная доска.
- Автор книги «Оснежицкий путь».